# Белофинны

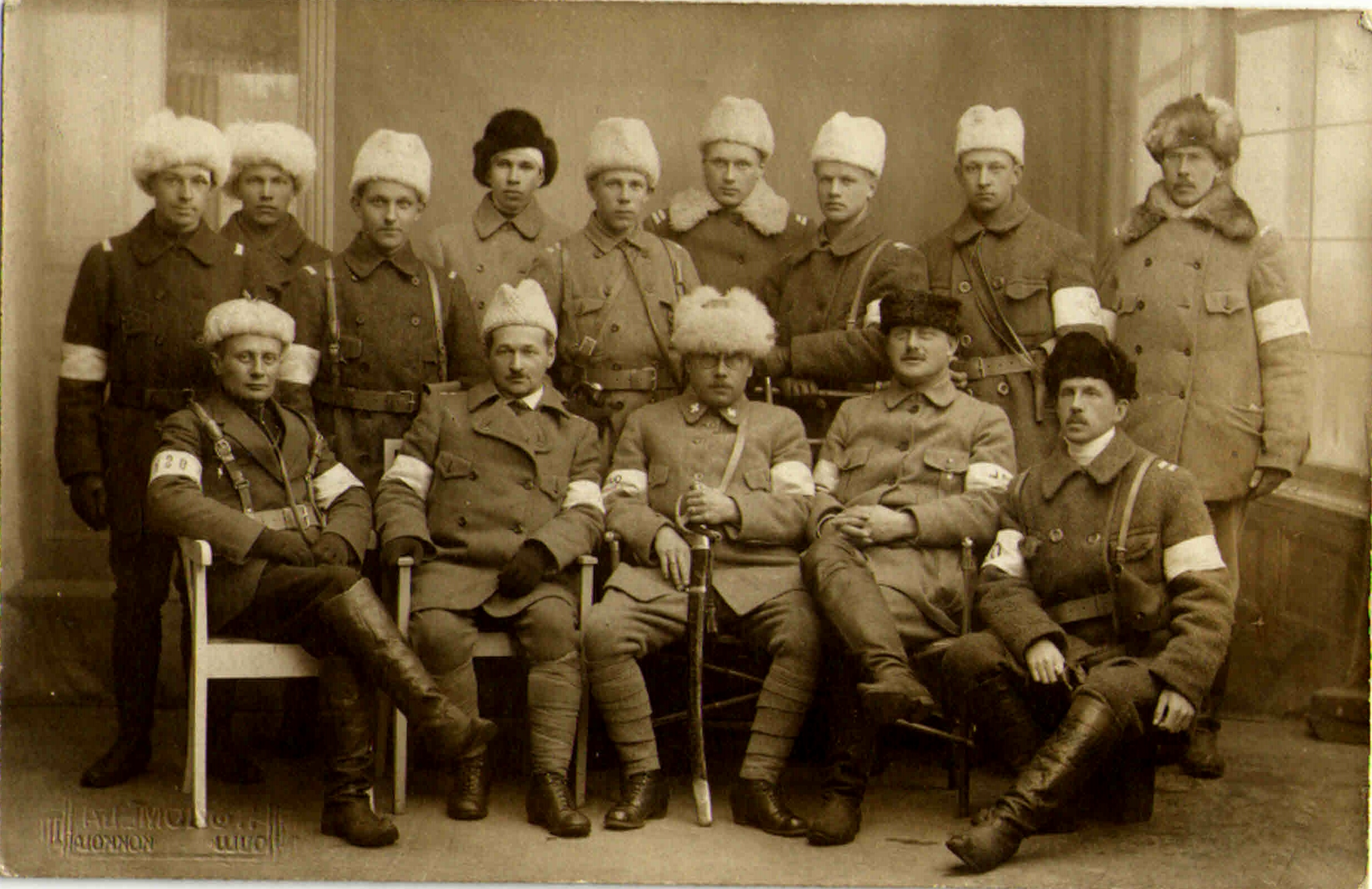
Оулу. 1918 год

Белофи́нны (фин. valkoiset — «белые») — участники гражданской войны в Финляндии в 1918 году на стороне Сената Свинхувуда, антикоммунистических и антисоветских сил. Были организованы в Охранный корпус Финляндии и егерское движение. Термин «белые» в Финляндии возник по аналогии с Белым движением в ходе Гражданской войны в России и противопоставлялся финским «красным» (punaiset или, пренебрежительно, punikki). Одержали победу в военном противостоянии 1918 года.
Термин «белофинны» возник в Советской России и использовался, в том числе в СССР, в негативном контексте советской пропагандой, а также вполне нейтрально советской исторической литературой (см. ниже).

## Финские белые

### Предыстория
Ещё в апреле 1902 года в Российской империи проявились национальные финские вооружённые формирования, когда в Великом княжестве Финляндском начались волнения из-за принудительного набора в Русскую императорскую армию. В Хельсинки были созданы отряды самообороны для поддержания порядка и защиты от репрессий. Эти отряды носили характер национального ополчения без социально-классового акцента (в них участвовали как рабочие, так и представители буржуазии). Однако чуть позднее, во время революции 1905 года в финских вооружённых отрядах уже проявлялись социально-политические противоречия. 2 августа 1906 на хельсинкском рынке Хакканиементори произошли столкновения между красногвардейцами Йохана Кока и правобуржуазными националистическими добровольцами Дидрика фон Эссена, защищавшими порядок и собственность. Последние стали прообразом будущего Охранного корпуса Финляндии («Шюцкора»).

### Возникновение
После Февральской революции в 1917 году в Финляндии началось интенсивное формирование вооружённых ополчений. В этот период с самого начала стали проявляться социально-политические противоречия. В городах юга страны формировалась финская Красная гвардия, которая создавалась левыми социалистами, связанными с российскими большевиками. В провинциях правые круги, буржуазия, собственническое крестьянство организовывались в Охранный корпус Финляндии («Шюцкор»). Первоначально Хельсинки и другие промышленные города юга страны (Турку, Выборг, Тампере), а также Оулу оказались под контролем красных.
Костяк финской белой армии составили профессиональные военные, добровольцы Охранного корпуса Финляндии и бойцы движения егерей. Высшим политическим руководителем являлся председатель Сената Финляндии Пер Эвинд Свинхувуд, военное командование возглавил бывший генерал-лейтенант Российской императорской армии Карл Густав Эмиль Маннергейм, видную роль играли Лаури Мальмберг, Вильхо Ненонен, Курт Мартти Валлениус, Ханс Калм, Арви Калста и другие.

Первоначальная линия фронта и наступления сторон на начало февраля (красным цветом обозначена территория, занятая красными, синим — занятая белыми, в тылу у обеих сторон — окружённые города)

В первые месяцы 1918 года к белым примкнули десятки тысяч человек, поддерживающих правые политические силы перед угрозой «советизации Финляндии». В социальном плане гражданские белофинны обычно принадлежали к крестьянству фермерского типа (типичный пример — семейство Косола), землевладельцам (Саари), городской буржуазии (Хаарла, Сиппола), фенноманской интеллигенции (Кайла, Вуоримаа), лютеранскому клиру (Симойоки), иногда к криминализированным (Руммин-Юсси) и маргинальным (Ээролайнен) слоям. В меньшей степени были представлены крестьяне-арендаторы, в ещё меньшей — рабочие. Отчасти это было связано с тем, что под контролем красных в начале 1918 года оказались крупные города южной Финляндии, тогда как белые доминировали в сельских местностях центра и севера.
Белофинны выступали под лозунгами правопорядка, защиты собственности и национальной независимости. Последнее сыграло особенно важную роль — красные воспринимались как сила, тесно связанная с Советской Россией и призванная сохранить Финляндию под российской властью.

### Социальная статистика
Статистическое представление о социальном составе белых даёт исследование современного военного историка Али Пюльккянена.
По его данным, самой большой группой бойцов Шюцкора были крестьяне — около 44 %.
Вторая по численности доля принадлежала представителям «низов среднего класса» (мелкие предприниматели, рыбаки, работающая по найму интеллигенция, госслужащие нижнего звена, обслуживающий персонал церквей, рядовые полицейские, почтовые работники, пожарные, медбратья и медсёстры) — примерно 33 %.
Далее шли «верхи среднего класса» (средние предприниматели, чиновники и землевладельцы, юристы, священники, врачи, инженеры, журналисты, капитаны судов) — 16,5 %.
Рабочие составляли немногим более 5 %.
К элите (высшее чиновничество, крупные предприниматели и менеджеры, генералитет и офицерство, епископат, депутатский корпус, деятели науки и культуры) принадлежали немногим более 1,2 %.
Эти подсчёты условны. Существуют и другие данные, поскольку социальные категории «средний класс» и «крестьянство» зачастую пересекаются, неясно положение студенчества, не учитывается доля маргинальных слоёв. Однако в общем данные Пюльккянена считаются адекватными. Доля крестьян в белых войсках примерно соответствовала их относительной численности в населении страны, тогда как доля рабочих была ниже почти в три раза.

### В войне
С конца января по середину марта 1918 года белые формирования находились в обороне. В следующие два месяца они развернули массированное контрнаступление. Историки отмечают гораздо более строгую дисциплину белофиннов по сравнению с красногвардейцами. Власть офицеров была непререкаема, дезертирство каралось смертью, тогда как у красных практиковалась выборность командного состава, рядовой состав отличался текучестью. Сказывался командный опыт в кадровой армии (царской, кайзеровской и шведской), которым располагали многие офицеры Шюцкора, финские егеря, а также командный состав из числа шведских добровольцев (офицеров, унтер-офицеров и солдат шведской армии), составивших высший и средний командный состав белой финской армии. Шведские офицеры занимали ключевые позиции в качестве командиров подразделений белой финской армии, а также в штаб-квартире финской армии. Финская артиллерия была построена целиком под шведским командованием. Это в значительной степени определило исход войны.
Решающей битвой финляндской гражданской войны стало сражение за Тампере, в котором шюцкоровцы, егеря и шведские добровольцы нанесли красногвардейцам решительное поражение. 6 апреля 1918 года белые взяли Тампере.
Также решающей сказалась германская интервенция в Финляндию на стороне белой финской армии.
После заключения 3 марта 1918 года Брест-литовского мира Финляндия стала союзницей кайзеровской Германии. Уже через два дня, 5 марта, германский флот прибывает к Аландским островам и немецкие войска к концу мая постепенно заменяют высадившиеся до этого на островах в феврале шведские войска. Острова становятся базой для германской интервенции в Финляндию. 3 апреля Германия беспрепятственно произвела в Ханко высадку своего экспедиционного корпуса, численностью 9500 человек под командованием генерала Рюдигера фон дер Гольца, которые стали продвигаться к Хельсинки. 7 апреля в Ловииса высадился прибывший из Ревеля немецкий отряд Отто фон Брандштейна численностью 2500 солдат. После этого положение красных ещё более осложнилось. Всего количество германских солдат в Финляндии составило 14000−15000 человек. Боеспособность немецких войск была несравнимо выше противника. Германия даже не сделала никакого заявления по поводу начала боевых действий против красной Финляндии, поскольку считала красных неумелыми и слабыми мятежными отрядами, стоящими на пути германских планов.

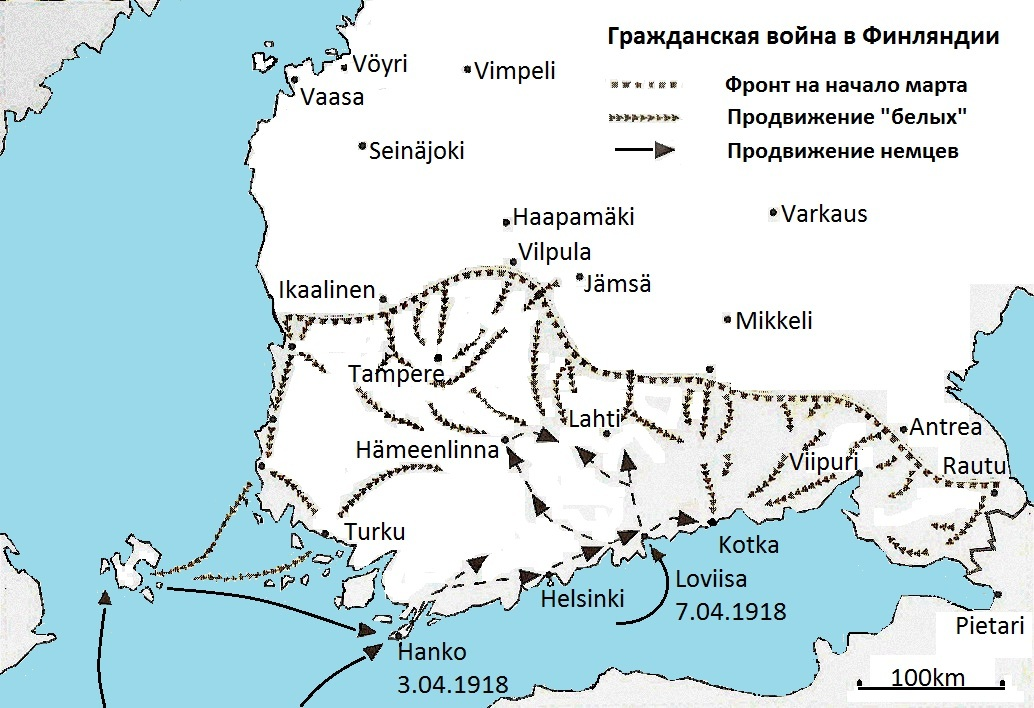
Продвижение войск во время войны

12−13 апреля немецкие войска с отрядами Шюцкора легко завоевали Хельсинки и уже на следующий день (14 апреля) провели парад, передав город представителям финского Сената. 19 апреля немецкая бригада из Ловиисы захватила Лахти и перерезала сообщение между западной и восточной группировками красных. 21 апреля был взят Хювинкя, 22 апреля — Рийхимяки, 26 апреля — Хяменлинна. Ночью 26 апреля красное правительство Финляндии бежало морем из Выборга в Петроград. Гражданская война в Финляндии была фактически окончена. Немецкие войска значительно ускорили победу белых и сократили время войны, но это привело Финляндию в сферу влияния кайзеровской Германии.
29 апреля был взят Выборг, последний крупный оплот красных на территории Финляндии. Массовые расстрелы во взятом городе вошли в историю как «Выборгская резня». 16 мая 1918 года считается в Финляндии днём окончания войны.
Боевые потери белых составили 3,4 тысячи человек, значительно меньше, чем у противника.
Белофинские формирования проявляли не только упорство на фронтах, но и жестокость в белом терроре. Белофинны расстреляли более 7 тысяч сдавшихся в плен красногвардейцев, более 11 тысяч погибли в послевоенных лагерях. Существуют документально не подтверждённые оценки в 30 тысяч убитых.
Многие участники финского Белого движения стали после гражданской войны крупными политиками, государственными деятелями и военачальниками. Многие шведские добровольцы из числа офицеров остались в Финляндии и составили костяк финских вооружённых сил. Командующий белой финской армией Карл Густав Эмиль Маннергейм впоследствии был регентом Королевства Финляндия (с декабря 1918 по июнь 1919 года), президентом государственного комитета обороны Финляндии (с 1931), верховным главнокомандующим армии Финляндии (с 1939), президентом Финляндии (с августа 1944 по март 1946 года). Боец Партизанского полка Каяани Урхо Кекконен долгие годы был председателем парламента (1948—1950), премьер-министром (в 1950—1953 и 1954—1956 годах), одновременно в 1950—1951 годах министром внутренних дел, в 1952—1953 и 1954 годах министром иностранных дел и в 1956—1981 гг. президентом Финляндии.

## Употребление термина «белофинны»

Советский пропагандистский плакат времён Зимней войны. 1940 год

Термин «Белофинны» в советской пропаганде, исторической литературе и публицистике нашёл применение для обозначения представителей правящих классов и их сторонников, победивших в гражданской войне в Финляндии, обрушивших на страну белый террор и представляющих угрозу для Советской России и СССР. Особенно активно это идеологическое клише применялось во время Советско-финских войн 1918—1920, 1921—1922, 1939—1940 и 1941—1944 годов в отношении вооружённых сил Финляндии, Шюцкора и государственно-политического руководства страны.
В самой Финляндии, начиная с гражданской войны в Финляндии 1918 года и до настоящего времени, имеет широкое употребление термин «valkoiset» («белые»), используемый для обозначения буржуазно-демократических сил, сторонников финского Сената, противостоявших финским «красным» («punaiset» или, пренебрежительно, «punikki»), в том числе отрядам финской Красной гвардии («Punakaarti»), а для обозначения жестокостей, проявленных финскими «белыми» в ходе и после окончания боевых действий, используется термин «valkoinen terrori» («белый террор»).
По мнению некоторых исследователей (таких, как Лев Гудков, Владимир Невежин), термин белофинны относится к советской пропаганде. В частности, Лев Гудков считает, что по способу образования термин является характерной для конспирологического сознания контаминацией негативного компонента (элемента семантики врага) с нейтральным понятием той группы, на которую направлена идеологическая агрессия. Объединяя таким образом «белогвардейцев» с «финнами» (а равно поляками, эстонцами — в аналогичных конструкциях «белополяки», «белоэстонцы»), термин вызывал в памяти массового советского слушателя аллюзии времён Гражданской войны в России и позволял представить нападение на Финляндию как освободительный поход, а сопротивляющуюся советскому вторжению национальную финскую армию — как армию эксплуататоров, врагов собственного трудового народа. По мнению Л. Д. Гудкова, реальной смысловой нагрузки термин не нёс и был, по существу, совершенно бессмысленным. По мнению собирателя советского лагерного фольклора Жака Росси, термин «выдуман сов. пропагандой как шовинистическое ругательство, которое, тем не менее, не должно было быть обидным для лояльных финнов (ср. „сионист“ вместо „жид“)».
Другими исследователями термин используется как исторический и вполне нейтральный (ср. «белочехи», противопоставление «красные казаки — белоказаки»), особенно в сравнении с термином «лахтари» («lahtari», буквально — «мясник»). Последний первоначально использовался финскими «красными» и местным населением (особенно в Карелии) по отношению к «белофиннам» из-за массового террора во время финской гражданской войны. Позднее термин «лахтари» широко встречался в военно-мемуарной литературе применительно к «белофиннам» из-за жестоких методов казни и пыток попавших в плен красных (в том числе красноармейцев), а также расправ над местным населением, оказавшим им малейшее содействие.

## Комментарии
1. ↑  То есть, фактически состоялось разделение на «красных» и «белых».
2. ↑  — орфография первоисточника, сокращение от слова „советской“.